# Lycus sanguineus
Lycus sanguineus är en skalbaggsart som beskrevs av Henry Stephen Gorham 1884. Lycus sanguineus ingår i släktet Lycus och familjen rödvingebaggar. Inga underarter finns listade i Catalogue of Life.